# Cardiochiles fuscus
Cardiochiles fuscus är en stekelart som beskrevs av Vladimir Ivanovich Tobias och Alexeev 1977. Cardiochiles fuscus ingår i släktet Cardiochiles och familjen bracksteklar. Inga underarter finns listade.